# Поезия
Поезията (от гръцки: ποίησις, „творчество, творение“) е форма на литературното изкуство, при която езикът се използва заради своите естетически качества и способността си да предава чувства, в допълнение към (или вместо) чисто познавателното и семантичното си съдържание. Поезията може да бъде писана самостоятелно, като отделни стихотворения, или в съчетание с други изкуства, както в поетичната драма, песните или поезията в проза.
Поезията и теоретичните коментари за нея имат дълга история. Ранните опити за анализ на поезията, като трактата „Поетика“ на Аристотел, се концентрират върху използването на речта в реториката, драмата, песните и комедията. По-късно се появяват изследвания на елементи като повторението, формата на стиха и римата, като се акцентира върху естетиката, която отличава поезията от по-обективно информативните прозаични форми. От средата на 20 век поезията понякога се дефинира по-широко като фундаментален творчески акт, използващ езика.
В поезията често се използват особени форми и конвенции, за да се придаде различно значение на думите или за да се предизвика емоционална реакция. Средства като асонанс, алитерация, ономатопея и ритъм служат за постигане на музикален или заклинателен ефект. Използването на двусмислици, символизъм, ирония и други елементи на поетичния стил често оставят поезията отворена за различни интерпретации. По сходен начин метафората, сравнението и метонимията създават връзки между иначе различни образи. Сходства във формата на отделните стихове се създават чрез римата и ритъма.
Някои поетични форми са характерни за определени култури и жанрове или за определен език, с чиито особености са съобразени. Докато читателите, свикнали да идентифицират поезията с Данте, Гьоте, Мицкевич или Руми, я свързват със стихове, базирани на рима и версификация, съществуват и традиции, като библейската поезия, които използват други средства за постигане на ритъм и благозвучие.

## История
Поезията като форма на изкуство вероятно възниква преди появата на писмеността. Много от най-древните поетически текстове, от индийските „Веди“ (XVII – XIII век пр.н.е.) и иранските „Гати“ (XII – X век пр.н.е.) до гръцката „Одисея“ (VIII – VII век пр.н.е.), изглежда възникват още в предисторически времена и първоначално се разпространяват устно, а поетичната им форма има за цел да улесни запаметяването. При повечето култури поезията е сред най-ранните запазени писмени текстове, като поетични фрагменти присъстват на много древни монолити, рунически камъни и стели. От друга страна някои съвременни изследователи смятат, че не е задължително поезията да възниква преди писмеността.
Най-старото запазено до днес поетично произведение е шумерската поема „Епос за Гилгамеш“ от 3 хилядолетие пр.н.е., записана с клинописно писмо на глинени таблички, а по-късно и на папирус. Други древни епични поеми са гръцките „Илиада“ и „Одисея“, иранските „Гати“ и „Ясна“, римският национален епос „Енеида“ и индийските „Рамаяна“ и „Махабхарата“.
Някои древни общества създават канони от поетични текстове, които имат освен естетическо и ритуално значение. Пример за такъв канон е китайският „Шъ-дзин“, една от петте класики на конфуцианството.

## Теория
Усилията на древните мислители да определят какво прави поезията различна от останалите литературни форми и да разграничат добрата поезия от лошата поставят началото на поетиката, теорията на поезията. И в наши дни изследователите в тази област продължават да търсят определение, което да обхване различия във формата като тези между „Кентърбърийски разкази“ от Джефри Чосър и „Оку но хосомичи“ от Мацуо Башо, както и разнообразния контекст от религиозната поезия на Танах до рапа.
Контекстът често играе ключова роля в развитието на поетичните жанрове и форми. Поезията, описваща исторически събития в епоса, както в „Епос за Гилгамеш“ или в „Шах-наме“ на Фирдоуси, по необходимост е дълга и наративна, докато поезията, използвана за церемониални цели (химни, псалми, сури), обикновено има вдъхновяваща интонация, а елегията и трагедията се стремят да предизвикат дълбока емоционална реакция. В други случаи поезията може да съдържа формална или дипломатическа реч, политическа риторика и обвинения, детски и безсмислени рими и дори медицински текстове.
Още античните автори се опитват да използват класифицирането, за да определят и оценят качествата на поезията. Най-пълният пример за този подход е частично запазената книга „Поетика“ от древногръцкия философ Аристотел, който дефинира три поетически жанра: епос, комедия и трагедия. Аристотел предлага правила за преценка на качеството на поезията от всеки жанр според неговата специфична цел. По-късно в естетиката се утвърждава възгледът за разделянето на поезията на три други жанра: епическа, лирическа и драматическа поезия, като последната се дели още на поетическа комедия и поетическа трагедия.
През Средновековието възгледите за поезията в ислямския свят се оказват силно повлияни от схващанията на Аристотел. Неговите разбирания за поезията се приемат широко и в Европа през Ренесанса. Поетите и естетите често подчертават спецификата на поезията, противопоставена на прозата, обикновено разглеждана като свързана с логически обяснения и линейна повествователна структура.

## Елементи

### Прозодия
Прозодията е дял от поетиката, изследващ метриката, ритъма и интонацията на поетичните произведения. Ритъмът и метриката, макар и тясно свързани, трябва да бъдат разграничавани. Метриката е дефинираща характеристика на даден стих (например ямбически пентаметър), докато ритъмът е свързан с реалните звуци при неговото произнасяне. Така метриката на един стих може да бъде описана като ямбическа, на пълното описание на ритъма би изисквало допълнителна нотация, отразяваща взаимодействието на метриката с други елементи на език, като например паузите и ускоренията при прочитането на стиха.